# Нижние Урьяды
Ни́жние Урьяды́ (тат. Түбән Үрьяды) — деревня в Актанышском районе Республики Татарстан, в составе Кузякинского сельского поселения.

## География
Деревня находится в бассейне реки Базяна, в 34 км к западу от районного центра, села Актаныш.

## История
В «Списке населенных мест по сведениям 1870 года», изданном в 1877 году, населённый пункт упомянут как деревня Нижние Урьяды 1-го стана Мензелинского уезда Уфимской губернии. Располагалась при речке Урьяде, по левую сторону почтового тракта из Мензелинска в Бирск, в 28 верстах от уездного города Мензелинска и в 18 верстах от становой квартиры в деревне Поисева. В деревне, в 29 дворах жили 153 человека (74 мужчины и 79 женщин, тептяри), была мечеть. Жители занимались земледелием, скотоводством, пчеловодством.

## Население
| 1870 | 1913 | 1920 | 1926 | 1938 | 1949 | 1958 | 1970 | 1979 | 1989 | 2002 | 2010 | 2015 |
| ---- | ---- | ---- | ---- | ---- | ---- | ---- | ---- | ---- | ---- | ---- | ---- | ---- |
| 153  | 259  | 226  | 358  | 224  | 198  | 110  | 203  | 129  | 50   | 27   | 21   | 14   |

Национальный состав села: татары.